# ザ・ガール・イン・ジ・アザー・ルーム
『ザ・ガール・イン・ジ・アザー・ルーム』（The Girl in the Other Room）は、カナダのジャズ・ボーカリスト／ピアニスト、ダイアナ・クラールが2004年に発表した7作目のスタジオ・アルバム。

## 背景
2003年にクラールの夫となったエルヴィス・コステロと6曲を共作したのに加えて、コステロがアルバム『インペリアル・ベッドルーム』（1982年）で発表した曲「オールモスト・ブルー」のカヴァーも取り上げた。コステロは主に作詞の面で貢献しており、タイトル曲を除く5曲の作曲は、クラールが単独で行っている。クラールによれば、コステロはクラールの思い出や思考の長大なリストを理路整然とした歌詞にまとめ上げたという。コステロと共作した「出発（たびだち）のベイ」は、クラールが母を失った悲しみを背景とした曲である。
「ラヴ・ミー・ライク・ア・マン」はブルース歌手クリス・スミザーの曲だが、クラールはボニー・レイットのヴァージョンを元にしている。また、本作にはモーズ・アリソン、トム・ウェイツ、ジョニ・ミッチェル等のカヴァーも収録された。
イギリス盤には1曲、日本通常盤には2曲のボーナス・トラックが追加収録された。また、2005年2月に日本限定で発売されたリミテッド・エディション盤には、シングル「ナロウ・デイライト」のカップリング曲「フェイク・ティン・スター」と、リスボン公演の映像を収録したボーナスDVDが追加された。

## 反響・評価
本作はセールス的に大きな成功を収めた。ポルトガルのアルバム・チャートでは6週連続1位という大ヒットを記録。フランスのアルバム・チャートでは最高2位に達し、2004年4月4日から2005年5月28日までの1年以上にわたり連続でトップ200入りするロング・ヒットとなった。アメリカでは、Billboard 200では4位に達して自身2作目の全米トップ10アルバムとなり、ビルボードのジャズ・アルバム・チャートでは1位に達した。全英アルバムチャートでは4位に達して自身初のトップ10入りを果たし、ドイツのアルバム・チャートでも自身初のトップ10入りを果たして最高7位に達した。
ピーター・バラカンは、日本盤CDのライナーノーツにおいて「一般的な彼女のイメージとは違ったもう少しブルージーな感覚が、ここに全面的に現れている」と評している。

## 収録曲
特記なき楽曲はダイアナ・クラールとエルヴィス・コステロの共作。
1. ストップ・ジス・ワールド - "Stop This World" (Mose Alison) - 3:59
2. ザ・ガール・イン・ジ・アザー・ルーム - "The Girl in the Other Room" - 4:05
3. テンプテーション - "Temptation" (Tom Waits) - 4:28
4. オールモスト・ブルー - "Almost Blue" (Elvis Costello) - 4:04
5. アイヴ・チェンジド・マイ・アドレス - "I've Changed My Address" - 4:47
6. ラヴ・ミー・ライク・ア・マン - "Love Me Like a Man" (Chris Smither, adapted by Bonnie Raitt) - 5:49
7. アイム・プリング・スルー - "I'm Pulling Through" (Arthur Herzog, Irene Kitchings) - 4:03
8. ブラック・クロウ - "Black Crow" (Joni Mitchell) - 4:48
9. ナロウ・デイライト - "Narrow Daylight" - 3:32
10. アバンダンド・マスカレード - "Abandoned Masquerade" - 5:11
11. アイム・カミング・スルー - "I'm Coming Through" - 5:07
12. 出発（たびだち）のベイ - "Departure Bay" - 5:40

### ボーナス・トラック
1. アイル・ネヴァー・ビー・ザ・セイム - "I'll Never Be the Same" (Gus Kahn, Matty Maineck, Frank Signorelli) - 4:49
  - イギリス盤および日本盤（通常盤、リミテッド・エディション盤）に収録。
2. サムタイムズ・アイ・ジャスト・フリーク・アウト - "Sometimes I Just Freak Out" (Diana Krall) - 5:18
  - 日本盤（通常盤、リミテッド・エディション盤）に収録。
3. フェイク・ティン・スター - "Fake Tin Star" (E. Costello) - 2:57
  - リミテッド・エディション盤に収録。

## 参加ミュージシャン
- ダイアナ・クラール - ボーカル、ピアノ
- アンソニー・ウィルソン - ギター
- ニール・ラーセン - ハモンドオルガン(#3)
- クリスチャン・マクブライド - ベース(#1, #3, #4, #7, #8, #9, #10, #11, #12, #14)
- ジョン・クレイトン - ベース(#2, #5, #6)
- ピーター・アースキン - ドラムス(#1, #4, #7, #8, #9, #10, #11, #12, #14)
- ジェフ・ハミルトン - ドラムス(#2, #5, #6)
- テリ・リン・キャリントン - ドラムス(#3)